# Croton colubrinoides
Espèce
Classification APG III (2009)
Croton colubrinoides est une espèce de plantes à fleurs du genre Croton et de la famille des Euphorbiaceae, présente aux Philippines.